# Leni Larsen Kaurin
Leni Larsen Kaurin, född 21 mars 1981 i Skarbøvik nära Ålesund, är en norsk före detta fotbollsspelare. Säsongen 2008/2009 vann hon Bundesliga med Turbine Potsdam.
Kaurin debuterade i norska landslaget 2001 och spelade totalt 98 landskamper och gjorde fem mål. Hon deltog i OS 2008 och VM 2011.